# Daengbyeot
Pour plus de détails, voir Fiche technique et Distribution.
Daengbyeot (땡볕) est un film sud-coréen réalisé par Hah Myung-joong, sorti en 1985.

## Synopsis
Sous la colonisation japonaise, Chun-ho et sa femme Sun-hie s'installe dans un village minieu. Chun-ho a une addiction au jeu et ne tarde pas à mettre son ménage en péril financier.

## Fiche technique
- Titre : Daengbyeot
- Titre original : 땡볕
- Réalisation : Hah Myung-joong
- Scénario : Lee Yong-il, Na Han-bong d'après le roman de Kim Yu-jeong
- Musique : Kim Young-dong
- Photographie : Jeong Kwang-seok
- Production : Park Jong-chan
- Société de production : Hwa Chun Trading Company
- Pays :  Corée du Sud
- Genre : Drame
- Durée : 100 minutes
- Dates de sortie : 
  -  Corée du Sud : 1er août 1985

## Distribution
- Hah Myung-joong
- Jo Yong-won
- Ju Sang-ho
- Lee In-ok
- Lee Hye-yeong

## Distinctions
Le film a été présenté en sélection officielle en compétition lors de Berlinale 1985.